# Bal în Poiana Zimbrilor
Bal în Poiana Zimbrilor este un film românesc din 1979 regizat de Dan Necșulea. Rolurile principale au fost interpretate de actorii Mircea Șeptilici, Ileana Stana Ionescu, Aimée Iacobescu.

## Distribuție
Distribuția filmului este alcătuită din:
- Emanoil Petruț — Tatăl Andei
- Ion Manolescu — Dr. Rotaru
- Vasile Cosma — Anghel Hagiescu
- Ileana Stana Ionescu — Lelia
- Mircea Șeptilici — Depșa
- Andrei Ionescu — Un muncitor
- Traian Stănescu — Aristide Șerban
- Alfred Demetriu — Un chelner stilat
- Constantin Diplan — Președintele sindicatului
- Nucu Păunescu — Un miner
- Mircea Albulescu — Maistrul Costea
- Diana Lupescu — Anda Covaliu
- Aimée Iacobescu — Ina